# Saulces-Champenoises
Saulces-Champenoises è un comune francese di 200 abitanti situato nel dipartimento delle Ardenne nella regione del Grand Est.

## Società

### Evoluzione demografica
Abitanti censiti